# Rally Príncipe de Asturias de 1984
El Rally Príncipe de Asturias de 1984, oficialmente 21.º Rally Príncipe de Asturias, fue la vigésimo primera edición, la 40 cita de la temporada 1984 del Campeonato de Europa de Rally y la octava de la temporada 1984 del Campeonato de España de Rally. Se celebró del 21 al 23 de septiembre y contó con un itinerario de veintiocho tramos que sumaban un total de 357,5 km cronometrados.

## Itinerario
| Día   | Tramo | Nombre                | Distancia | Hora  |
| ----- | ----- | --------------------- | --------- | ----- |
| Día 1 | TC1   | Ruedes                | 9.00 km   | 17:36 |
| Día 1 | TC2   | Peón                  | 8.40 km   | 18:25 |
| Día 1 | TC3   | Encrucijada           | 15.00 km  | 18:56 |
| Día 1 | TC4   | Miravalles            | 18.10 km  | 19:46 |
| Día 1 | TC5   | Peón                  | 8.40 km   | 20:31 |
| Día 1 | TC6   | Ruedes                | 9.00 km   | 23:57 |
| Día 2 | TC7   | Peón                  | 8.40 km   | 00:46 |
| Día 2 | TC8   | Encrucijada           | 15.00 km  | 01:13 |
| Día 2 | TC9   | Miravalles            | 18.10 km  | 02:07 |
| Día 2 | TC10  | Peón                  | 8.40 km   | 02:52 |
| Día 2 | TC11  | Encrucijada           | 15.00 km  | 03:19 |
| Día 2 | TC12  | Miravalles            | 18.10 km  | 04:11 |
| Día 2 | TC13  | Tramo Urbano - Oviedo | 5.00 km   | 17:15 |
| Día 2 | TC14  | Arnicio               | 10.80 km  | 18:28 |
| Día 2 | TC15  | Faya                  | 8.20 km   | 19:30 |
| Día 2 | TC16  | Moandi                | 14.50 km  | 20:31 |
| Día 2 | TC17  | Fito                  | 13.70 km  | 21:28 |
| Día 2 | TC18  | Estrecha              | 20.00 km  | 22:00 |
| Día 2 | TC19  | Arnicio               | 10.80 km  | 22:52 |
| Día 2 | TC20  | Faya                  | 8.20 km   | 23:56 |
| Día 3 | TC21  | Arnicio               | 14.50 km  | 03:06 |
| Día 3 | TC22  | Faya                  | 8.20 km   | 04:08 |
| Día 3 | TC23  | Moandi                | 14.50 km  | 05:09 |
| Día 3 | TC24  | Fito                  | 13.70 km  | 06:06 |
| Día 3 | TC25  | Estrecha              | 20.00 km  | 06:42 |
| Día 3 | TC26  | Moandi                | 14.50 km  | 07:31 |
| Día 3 | TC27  | Fito                  | 13.70 km  | 08:28 |
| Día 3 | TC28  | Estrecha              | 20.00 km  | 09:05 |

## Clasificación final
| Pos. | Piloto           | Copiloto               | Automóvil                  | Tiempo  | Diferencia |
| ---- | ---------------- | ---------------------- | -------------------------- | ------- | ---------- |
| 1.   | Salvador Servià  | Jordi Sabater          | Opel Manta 400             | 4:19:18 | 0.0        |
| 2.   | Tonino Tognana   | Massimo de Antoni      | Ferrari 308 GTB            | 4:22:33 | +3:15      |
| 3.   | «Fombona»        | Luis Menéndez          | Renault 5 Turbo            | 4:24:29 | +5:11      |
| 4.   | David Llewelin   | Rob Arthur             | Ford Escort RS 1800 MKII   | 4:29:32 | +10:14     |
| 5.   | Borja Moratal    | Alfredo Rodríguez      | Talbot Samba Rallye        | 4:34:01 | +14:43     |
| 6.   | Russell Gooding  | Rodger Jenkins         | Vauxhall Chevette 2300 HSR | 4:42:53 | +23:35     |
| 7.   | Bernardo Cardín  | Raúl Gancedo           | Lancia 037 Rally           | 4:44:47 | +25:29     |
| 8.   | Carles Santacreu | Antonio Santacreu      | Opel Ascona B 2.0 SR       | 4:45:08 | +25:50     |
| 9.   | Andrew Wood      | Steve Bond             | Talbot Samba Rallye        | 4:48:06 | +28:48     |
| 10.  | Roland Holke     | José Luis Puigdengolas | Ford Escort XR3i           | 4:51:35 | +32:17     |